# Частный сектор экономики
Ча́стный се́ктор эконо́мики — часть экономики страны, не находящаяся под контролем государства. Частный сектор образуют домохозяйства и фирмы, принадлежащие частному капиталу.
Частный сектор экономики подразделяется на корпоративный, финансовый и индивидуальный секторы экономики.